# Oscar Taelman
Oscar Joseph Taelman (* 5. Oktober 1877 in Gent; † 23. Oktober 1945 ebenda) war ein belgischer Ruderer, der 1908 Olympiazweiter wurde und dreimal bei Europameisterschaften siegte.
Oscar Taelman ruderte für die Koninklijke Roeivereniging Club Gent. Dieser Verein stellte mehrfach den Achter, der Belgien bei den Europameisterschaften vertrat. Von 1897 bis 1910 gewann der belgische Achter zwölfmal den Titel bei den Europameisterschaften, lediglich 1905 und 1909 siegte das französische Boot. Oscar Taelman saß 1902, 1907 und 1908 im siegreichen Boot. Im Vierer mit Steuermann belegte er 1908 den zweiten Platz.
Bei den Olympischen Spielen 1908 in London traten im Finale der vier Bootsklassen jeweils zwei Boote gegeneinander an. Der Genter Achter mit Oscar Taelman erreichte als einziges ausländisches Boot ein Finale und unterlag dort der Crew vom Leander Club. 